# Gałęziak napuszony
Gałęziak napuszony (Tylomys bullaris) – gatunek gryzonia z podrodziny gałęziaków (Tylomyinae) w rodzinie chomikowatych (Cricetidae). Po raz pierwszy został opisany naukowo przez Clintona H. Merriama w 1901. Typowa lokalizacja: Tuxtla Gutiérrez, stan Chiapas, Meksyk. Gałęziak napuszony został poznany dzięki około dziesięciu zwierzętom zamieszkujących tereny o powierzchni poniżej 100 km², w okolicy Tuxtla Gutiérrez. Międzynarodowa Unia Ochrony Przyrody (IUCN) wymienia Tylomys bullaris w Czerwonej księdze gatunków zagrożonych jako gatunek krytycznie zagrożony (CR – critically endangered). IUCN nie wyklucza, że T. bullaris może być uznany za gatunek wymarły.

## Nazewnictwo
W wydanej w 2015 roku przez Muzeum i Instytut Zoologii Polskiej Akademii Nauk publikacji „Polskie nazewnictwo ssaków świata” dla gatunku Tylomys bullaris zaproponowano polską nazwę gałęziak napuszony.

## Budowa ciała
Gałęziak napuszony wykazuje znaczne podobieństwo do gałęziaka nagoogonowego. Jest opisywany jako duży gryzoń. Sierść w części grzbietowej jest matowoszara, w części brzusznej wybarwiona na biało. Przy nosie biała łatka. Gryzoń ma stosunkowo duże, nagie uszy. Tylne kończyny są zakończone palcami wybarwionymi na brąz. Ogon jest długi, nagi, dwukolorowy. Dwie trzecie ogona ma ciemne ubarwienie, a pozostała część jest biała.
|                                | wymiar (za: Pardiñas et al., 2017) dane na podstawie badania jednego młodego samca | średni wymiar (za: Ceballos, 2014) |
| ------------------------------ | ---------------------------------------------------------------------------------- | ---------------------------------- |
| długość ciała z głową i ogonem |                                                                                    | 320–495 mm                         |
| długość tułowia wraz z głową   | 166 mm                                                                             |                                    |
| długość ogona                  | 158 mm                                                                             | 189–230 mm                         |
| długość ucha                   |                                                                                    | 26–30 mm                           |
| masa ciała                     | 182 g                                                                              | 182–370 g                          |

## Tryb życia
Gałęziak napuszony wiedzie nocny, częściowo nadrzewny tryb życia. Prawdopodobnie jest samotnikiem.

## Rozmieszczenie geograficzne
Typowa lokalizacja: Tuxtla Gutiérrez, stan Chiapas, Meksyk. Gałęziak napuszony jest poznany dzięki mniej niż dziesięciu zwierzętom zamieszkujących dolinę w okolicy Tuxtla Gutiérrez. Niewielka populacja podobno zamieszkuje zadrzewiony teren ogrodu zoologicznego w Tuxtla Gutierrez. Być może zwierzęta te można spotkać w Kanionie Sumidero.

## Ekologia
W skład diety gałęziaka napuszonego wchodzą owoce, kiełki i kora.

### Siedlisko
Gałęziak napuszony zasiedla tropikalne lasy liściaste położone na wysokości do ok. 550 m n.p.m. Naukowcy odnajdowali te zwierzęta w dziuplach, na lianach i wśród skał. 

## Ochrona
Międzynarodowa Unia Ochrony Przyrody (IUCN) wymienia Tylomys bullaris w Czerwonej księdze gatunków zagrożonych jako gatunek krytycznie zagrożony (CR – critically endangered). Gatunek został poznany dzięki 10 okazom, które widziano ostatnio w latach 70. XX wieku. IUCN nie wyklucza, że T. bullaris może być uznany za gatunek wymarły.